# 245 (szám)
A 245 (kétszáznegyvenöt) a 244 és 246 között található természetes szám.
Csillagtestszám.